# Y Phương (nhà văn)
Y Phương (1948 - 2022) là một nhà thơ Việt Nam, từng là Ủy viên Ban Chấp hành Hội Nhà văn Việt Nam khóa VI. .

## Tiểu sử
Y Phương tên đầy đủ là Hứa Vĩnh Sước ( 24 tháng 12 năm 1948 - ngày 9 tháng 2 năm 2022), tại làng Hiếu Lễ, xã Lăng Hiếu, huyện Trùng Khánh, tỉnh Cao Bằng; vì vậy, ông còn được gọi là Người trai làng Hiếu Lễ. Sinh trưởng trong một gia đình dân tộc Tày, ông cụ thân sinh là Hứa Văn Cường - một thầy tào chữa bệnh cho nhiều người. Mẹ ông là Nông Thọ Lộc - một phụ nữ đảm đang. Thuở nhỏ, Y Phương có mơ ước học được những phép thuật, những bài thuốc cứu người của cha,... để sau này nối nghiệp làm thầy mo, chữa bệnh. Thế nhưng ông cụ thân sinh biết Sước không hợp với nghề này nên không mặn mà truyền nghề. Y Phương biết những bài cúng, bài than, học chữ từ cha. Lên 9 tuổi, Y Phương mới bắt đầu học trường cấp một thị trấn Trùng Khánh và tập nói tiếng Kinh. Niềm đam mê văn chương đã có trong ông từ rất sớm, bạn bè thời ấu thơ của ông là sách. Mỗi sáng được mẹ cho 5 xu để ăn quà, ông đã dành dụm số tiền ít ỏi này mua sách đọc. Cải cách ruộng đất diễn ra, mặc dù sau đó đã được sửa sai nhưng để lại không ít chuyện đau buồn cho người dân. Y Phương cũng là một nạn nhân của cuộc cách mạng ấy, gia đình bị quy kết thành phần, tất cả những người có chữ, nhất là chữ Pháp, đều bị gọi đi làm cỏ vê (làm khổ sai, cải tạo). Dù học chưa hết cấp III, Y Phương đã ý thức "lí lịch" không đẹp đẽ của gia đình, ông quyết tâm làm lại cuộc đời bằng việc xung phong đi bộ đội. Là con một, Hứa Vĩnh Sước đã trải qua cuộc đời người lính đặc công, và đến với thơ ca thật tình cờ.

## Sự nghiệp
Những bài thơ đầu tiên được in  báo năm 1973 là "Bếp nhà trời", "Dáng một con sông" khiến Y Phương có cảm giác hạnh phúc và sung sướng. Y Phương nhập ngũ năm 1968, phục vụ quân đội đến năm 1981 thì chuyển về công tác tại Sở Văn Hoá - Thông tin Cao Bằng.
Ông bắt đầu thực hiện giấc mơ hồi trẻ là được đi học,  trước hết học Trường Điện ảnh Việt Nam từ 1976 đến 1979, rồi học khóa II (1982-1986); Trường Viết văn Nguyễn Du. Năm 1986 về công tác tại Sở Văn hóa Thông tin Cao Bằng và từ 1991 là Phó giám đốc Sở Văn hóa Thông tin. Từ 1993 đến năm 2008, ông là Chủ tịch Hội văn học Nghệ thuật Cao Bằng, Uỷ viên Ban Chấp hành, Trưởng ban kiểm tra Hội Nhà văn Việt Nam khóa VI.
Ông qua đời ngày 9 tháng 2 năm 2022 tại nhà riêng ở Hà Nội, không lâu sau sinh nhật lần thứ 74.

## Quan niệm nghệ thuật
Có thể khẳng định núi non Cao Bằng góp phần tạo nên chất nghệ sĩ dồi dào trong con người Y Phương. Nhập ngũ từ năm 1968, Y Phương là một chiến sĩ đặc công. Con đường đến với thơ ca của ông thật ngẫu nhiên. Từng thể nghiệm qua nhiều nghề, nhưng cuối cùng: "Tất cả sự thể nghiệm ấy chỉ cho ông câu trả lời giễu cợt: ''Nếu không trở thành nhà thơ thì ông sẽ chẳng thành gì hết!"", và từ đó, Y Phương ở hẳn lại với thơ.
Y Phương là một nhà thơ có phong cách riêng bởi khi sáng tác ông luôn đi tìm cái mới, cái độc đáo. Với Y Phương điều quan trọng nhất là phải biết sống và giữ gìn khuôn phép, kể cả trong thơ và đời sống thực. Ông từng tâm niệm: "Cuộc đời tôi sống và viết như tờ giấy này, có thể nhàu nát và rách nhưng không mất lề". Y Phương trong cuộc sống đời thường và Y Phương trong thơ là một, người đọc dễ tìm thấy ở ông một tiếng nói chung, đồng cảm. Với một cách nói thật khiêm tốn, nhà thơ thổ lộ: "Những gì mình làm được đấy là của ông bà cả thôi". Văn chương với Y Phương là một trò chơi ngôn ngữ phục vụ cho chính bản thân nhà thơ và cho người đọc. Ông cho rằng: "Cho đến bây giờ tôi vẫn cho văn chương là một thứ chơi. Chơi cho mình thích và cho người ta thích". Tác phẩm của Y Phương gắn với chiều sâu thế giới nội tâm của ông. Những vần thơ của Y Phương được khơi nguồn từ sự sống, từ cuộc đời cụ thể, những trải nghiệm của ông. Khi cuộc sống đã trải qua biết bao thăng trầm thì tác phẩm của Y Phương thể hiện triết lí với nhiều trăn trở và suy ngẫm. Quan niệm văn chương của ông hiện rõ điều này: "Văn chương là một việc làm trả ơn những người sinh thành và nuôi dưỡng mình".
Trong suốt quá trình sáng tạo nghệ thuật, Y Phương luôn quan sát, chiêm nghiệm cuộc sống từ nhiều phương diện khác nhau. Cuộc sống đa dạng, phong phú nhiều chiều ấy đã tác động đến tâm trạng Y Phương vì thế quan niệm về văn chương, về thơ của ông cũng phong phú, sống động và nhiều ý nghĩa. Và kết tụ trong quan niệm về ngôn từ của nhà thơ "theo dòng chữ được hình thành trên cơ sở tự ý thức rất cao, có hạt nhân khoa học chứ không phải chỉ là những ý nghĩ cảm tính".

## Giải thưởng
- Giải A cuộc thi thơ tạp chí Văn nghệ Quân đội (1984)[3]
- Giải A của Hội Nhà văn Việt Nam (1987) với tập thơ Tiếng hát tháng giêng[3]
- Giải A của Hội đồng Văn học dân tộc – Hội Nhà văn Việt Nam với tập thơ Lời chúc[3]
- Giải B của Ủy ban Toàn quốc liên hiệp các Hội Văn học Nghệ thuật Việt Nam với tập trường ca Chín tháng (2001)[3]
- Giải B của Bộ Quốc phòng với trường ca Chín tháng (2001)
- Giải thưởng Nhà nước về Văn học-Nghệ thuật năm 2007[3]
- Giải thưởng Hội văn học, nghệ thuật các dân tộc thiểu số Việt Nam năm 2011 cho tản văn "Kungfu người Co Xàu"[3]
- Bằng khen của Hội Nhà văn Việt Nam cho "Tháng Giêng – tháng Giêng một vòng dao quắm" (năm 2010)[3]

## Tác phẩm
- Người của núi" (1982) tập kịch
- Tháng Giêng - tháng Giêng một vòng dao quắm (2009) tản văn
- Kungfu người Co Xàu (2010) tản văn
- Nói với con (1980) tập thơ
- Người núi Hoa (1992) tậhơ
- Tiếng hát tháng giêng (1986) tập thơ
- Lửa hồng một góc (1987) tập thơ
- Lời chúc (1991) tập thơ
- Đàn then (1996) tập thơ
- Thơ Y Phương (2002) tập thơ
- Thất tàng lồm (Ngược gió, 2006) tập thơ song ngữ
- Hoa quả chuông (Bjooc ăn lình) tập thơ song ngữ
- Chín tháng (trường ca)
- Đò trăng (trường ca)
- Vũ khúc Tày (2015), tập thơ song ngữ